# Сокольская слобода
Сокольская слобода — часть города Переславля-Залесского, прежде бывшая слободой.

## История
После 1701 года рядом с Даниловым монастырём образовалась Сокольская слободка на бывшем земельном участке деревни Воргуши.
После 1917 года здесь работали колхоз «Ранний восход», затем «Первое мая». Вместе с другими хозяйствами он вошёл в колхоз имени Ленина, а затем в племенной совхоз «Новоселье». Слобода вошла в границы Переславля в 1965 году.